# Arif Hasan
Arif Hasan (Delhi (India), 10 juni 1943) is een Indiaas-Pakistaans architect, stedelijk planoloog, sociaalfilosoof en dichter.

## Levensloop
Hasan volgde de St Patrick’s School en daarna het D.J. Science College, beide in Karachi in Pakistan. Daarna studeerde hij van 1960 tot 1965 architectuur aan de School of Architecture van de Oxford Polytechnic, tegenwoordig de Oxford Brookes University genoemd, in Oxford in Engeland. In 1968 voltooide hij zijn studie met het Karachi Development Authority Architecture Licensing Examination.
In datzelfde jaar startte hij zijn eigen praktijk in Karachi. In de loop van de jaren ontwikkelde hij zich als een kenner en ontwikkelaar van bouwprojecten voor lage inkomens. Hij heeft belangrijke commerciële, onderwijs- en woningbouwvoorzieningen ontwikkeld in Pakistan.
Vanaf 1982 is hij betrokken bij Orangi Pilot Project (OPP), een project voor sociale verbetering van Orangi, een town van Karachi en een van de grootste sloppenwijken in de wereld. Vanuit het Research and Training Institute van het OPP doet hij wetenschappelijk onderzoek naar stedelijke planning en ontwikkeling.
Hij is voorzitter van het Urban Resource Centre (URC) in Karachi dat hij in 1989 mede oprichtte. Dit centrum leidt onderzoeken en stimuleert zaken op stedelijk gebied in Karachi. Daarnaast ondersteunde hij stedenkundige managers in het omgaan met de consequenties van het uiteenvallen van de Sovjet-Unie. Hij is verder medeoprichter en actief lid van de Asian Coalition of Housing Rights in Bangkok.
Hij nam verder deel als adviseur en onderzoeker aan een groot aantal lokale, nationale en internationale instituties voor burger- en publieke zaken, waaronder de International Institute for Environment and Development in het Verenigd Koninkrijk, het VN-Ontwikkelingsprogramma, de Verenigde Naties-Milieuprogramma, de United Nations Economic and Social Commission for Asia and the Pacific, UNICEF, de Asian Development Bank en de Wereldbank.
Arif schreef enkele tientallen boeken, leverde bijdrages aan tientallen werken van anderen en publiceerde talrijke rapporten en papers over zaken omtrent architectuur, woningbouw, planning, stadsbuurten, milieu, ontwikkeling en sociale verandering. Verder schrijft hij gedichten.

## Erkenning
Hasan ontving een groot aantal onderscheidingen, waaronder:
- 1983: Best Building Award, Karachi Development Authority (KDA)
- 1990: International Year for the Shelter-less' Memorial Prize, Japan
- 2000: World Habitat Award, British Housing Foundation voor het Orangi Pilot Project - Research and Training Institute
- 2000: Prins Claus Prijs, in het thema Urban Heroes, Nederland
- 2001: Hilal-i-Imtiaz for Public Service, onderscheiding van de regering van Pakistan
- 2003: Life Time Achievement Award, Institute of Architects, Pakistan